# 奧克斯科爾滕峰
66°00′44″N 14°20′19″E / 66.0122°N 14.3386°E

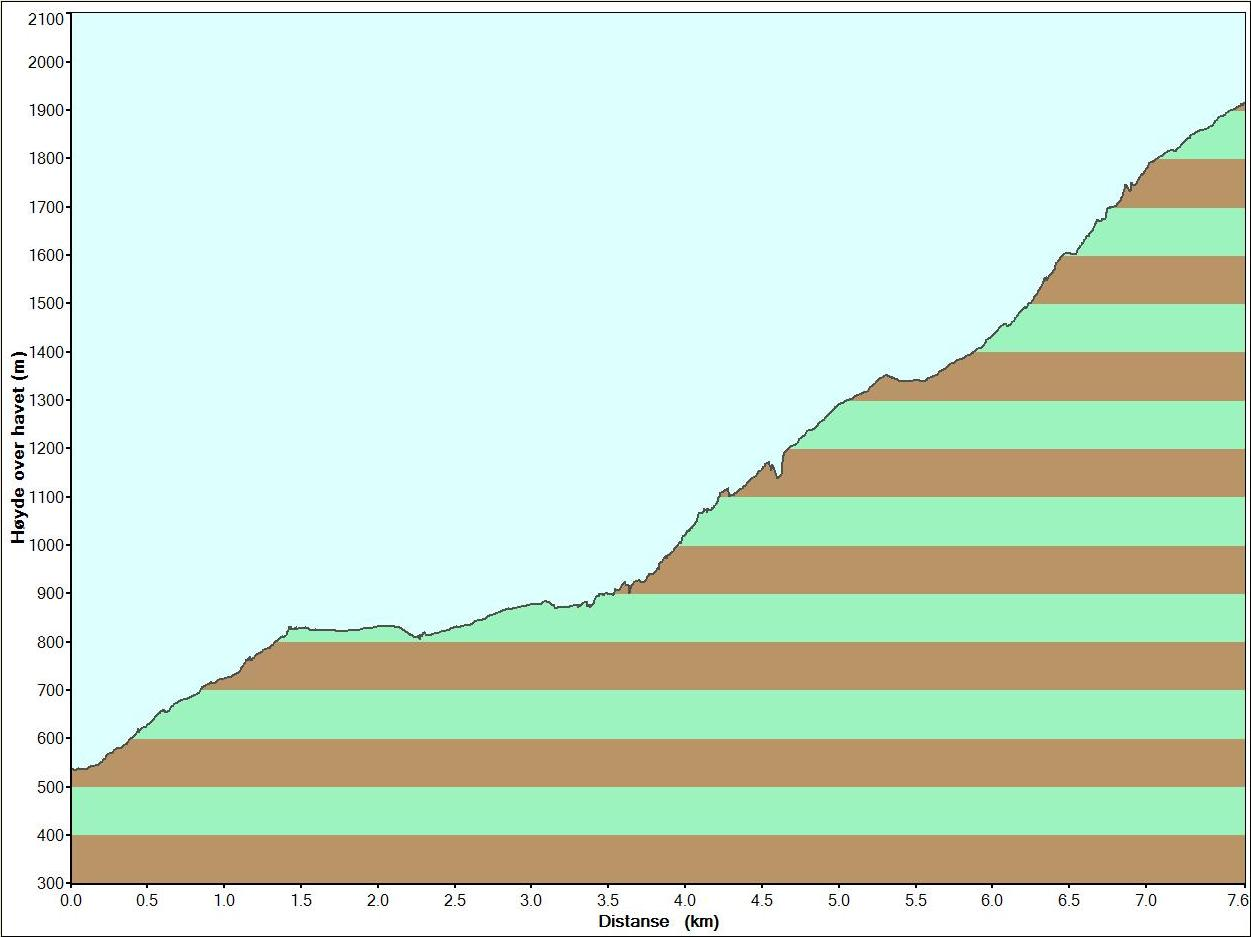

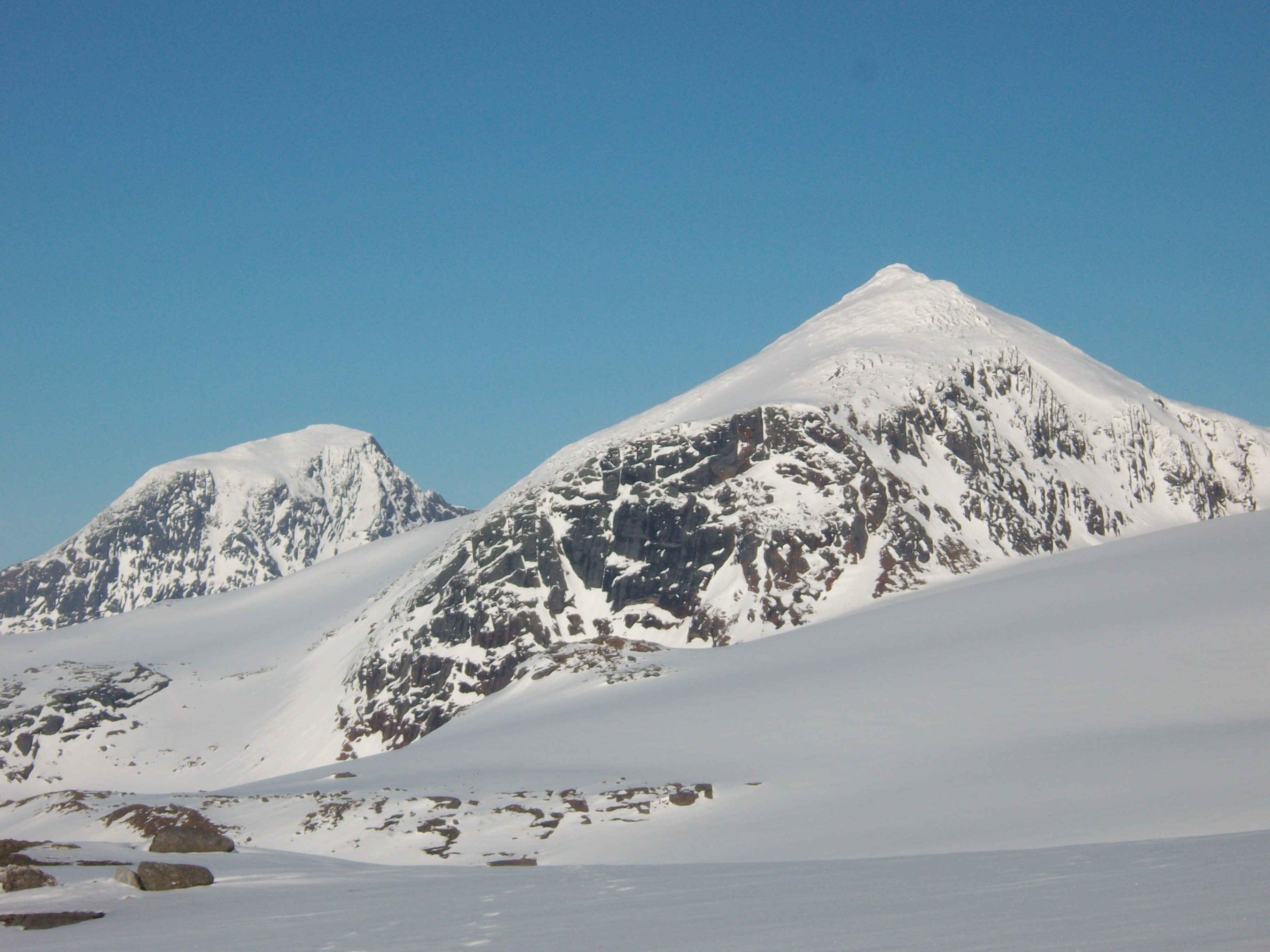

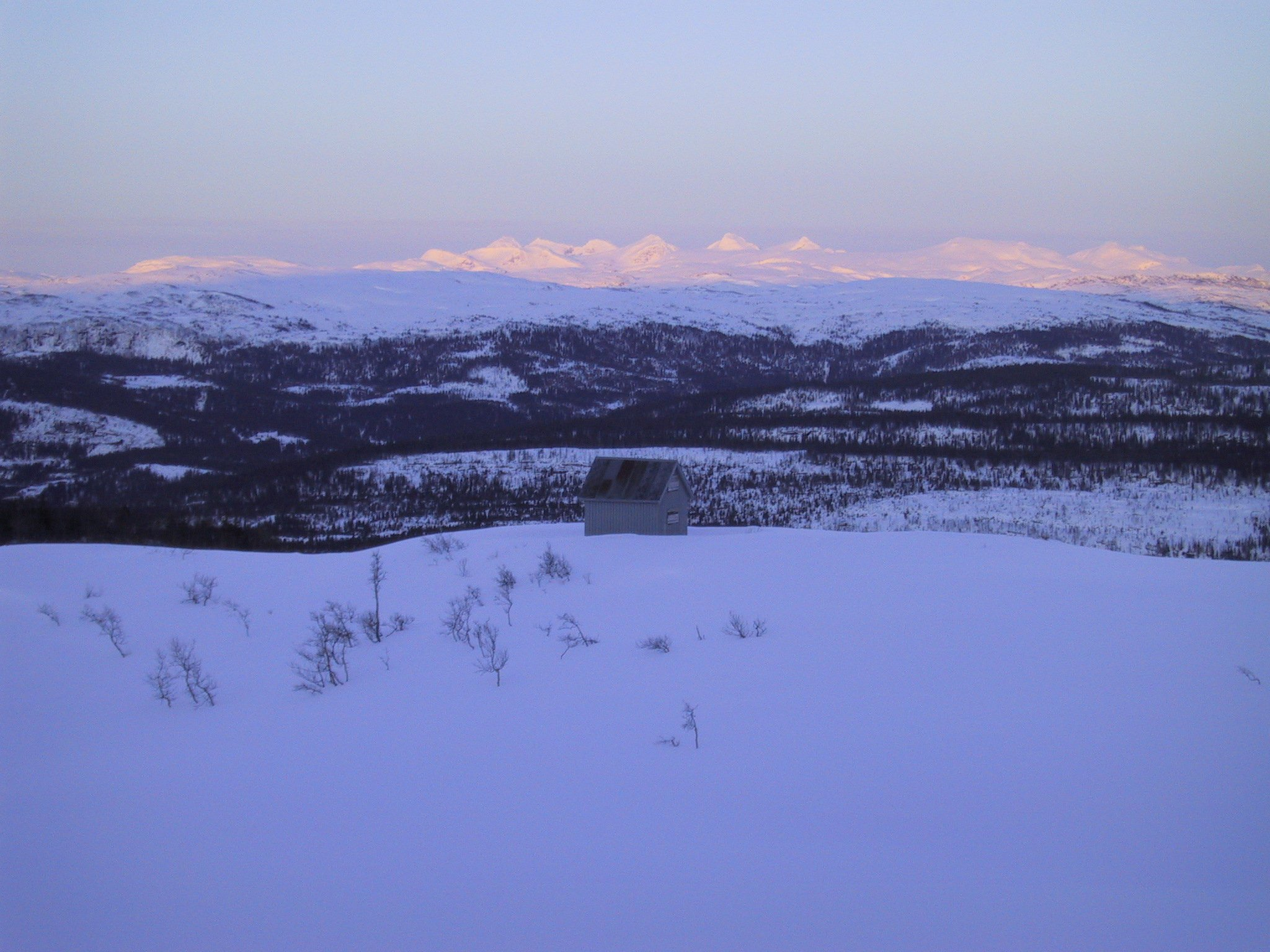

奧克斯科爾滕峰是挪威的山峰，位於該國北部諾爾蘭郡，處於海姆內斯，距離首都奧斯陸700公里，海拔高度1,916米，是北挪威地區最高點，人類在1883年首次登頂。